# Minthodes rhodesiana
Minthodes rhodesiana är en tvåvingeart som beskrevs av Villeneuve 1942. Minthodes rhodesiana ingår i släktet Minthodes och familjen parasitflugor.
Artens utbredningsområde är Zimbabwe. Inga underarter finns listade i Catalogue of Life.